# Хеви (Чохатаурский муниципалитет)
Хеви (груз. ხევი) — село в Грузии, на территории Чохатаурского муниципалитета края (мхаре) Гурия.

## География
Село находится в западной части Грузии, на правом берегу реки Губазеули, на расстоянии приблизительно 5 километров (по прямой) к юго-востоку от посёлка городского типа Чохатаури, административного центра муниципалитета. Абсолютная высота — 258 метров над уровнем моря.

## Население
По результатам официальной переписи населения 2014 года, в Хеви проживало 205 человек (105 мужчин и 100 женщин). В национальной структуре населения грузины составляли 98,5 %, армяне — 0,5 %., греки — 0,5 %, русские — 0,5 %.
| Год  | Население, человек |
| ---- | ------------------ |
| 2002 | 238                |
| 2014 | ↘ 205              |